# Sripurjabdi
Sripurjabdi – gaun wikas samiti we wschodniej części Nepalu w strefie Kośi w dystrykcie Sunsari. Według nepalskiego spisu powszechnego z 2001 roku liczył on 1890 gospodarstw domowych i 12937 mieszkańców (6258 kobiet i 6679 mężczyzn).